# Коровин, Евгений Александрович (партийный деятель)
Евгений Александрович Коровин — советский хозяйственный, государственный и политический деятель.
Окончил Каменский алюминиевый техникум (1949), техник-электрик; Уральский политехнический институт (1962), инженер-электромеханик.

## Биография
Родился в 1925 году в селе Ведениново. Член ВКП(б).
В 1942—1953, 1960—1968 гг. — на Уральском алюминиевом заводе (г. Каменск-Уральский): электрослесарь, дежурный щита управления, старший дежурный подстанции, инженер, старший инженер по эксплуатации, старший инженер по электронадзору ОГЭ, с 1960 г. — заместитель главного энергетика, секретарь парткома; в 1953—1960 гг. — в Красногорском районе г. Каменска-Уральского: заведующий отделом райкома КПСС, заместитель председателя райисполкома.
С 1968 г. — первый секретарь Каменск-Уральского горкома КПСС; с 1971 г. — секретарь, с 1975 г. — второй секретарь Свердловского обкома КПСС; в 1977—1986 гг. — председатель Свердловского облсовпрофа.
Избирался депутатом Верховного Совета РСФСР 9-го созыва.
Награжден орденами Трудового Красного Знамени (1971), Октябрьской Революции (1976), «Знак Почета» (1966), почетной грамотой Президиума Верховного Совета РСФСР (1985), медалями.
Умер 2 апреля 1986 года. Похоронен на Широкореченском кладбище.